# Доло (Приморје)
Доло (фр. Dolo) насеље је и општина у северозападној Француској у региону Бретања, у департману Приморје која припада префектури Денан.
По подацима из 2011. године у општини је живело 632 становника, а густина насељености је износила 53,2 становника/km². Општина се простире на површини од 11,88 km². Налази се на средњој надморској висини од 61 m (максималној 94 m, а минималној 27 m).

## Демографија
| 1962. | 1968. | 1975. | 1982. | 1990. | 1999. | 2011. |
| ----- | ----- | ----- | ----- | ----- | ----- | ----- |
| 431   | 513   | 518   | 480   | 467   | 426   | 632   |

График промене броја становника у току последњих година